# Mina antipersona

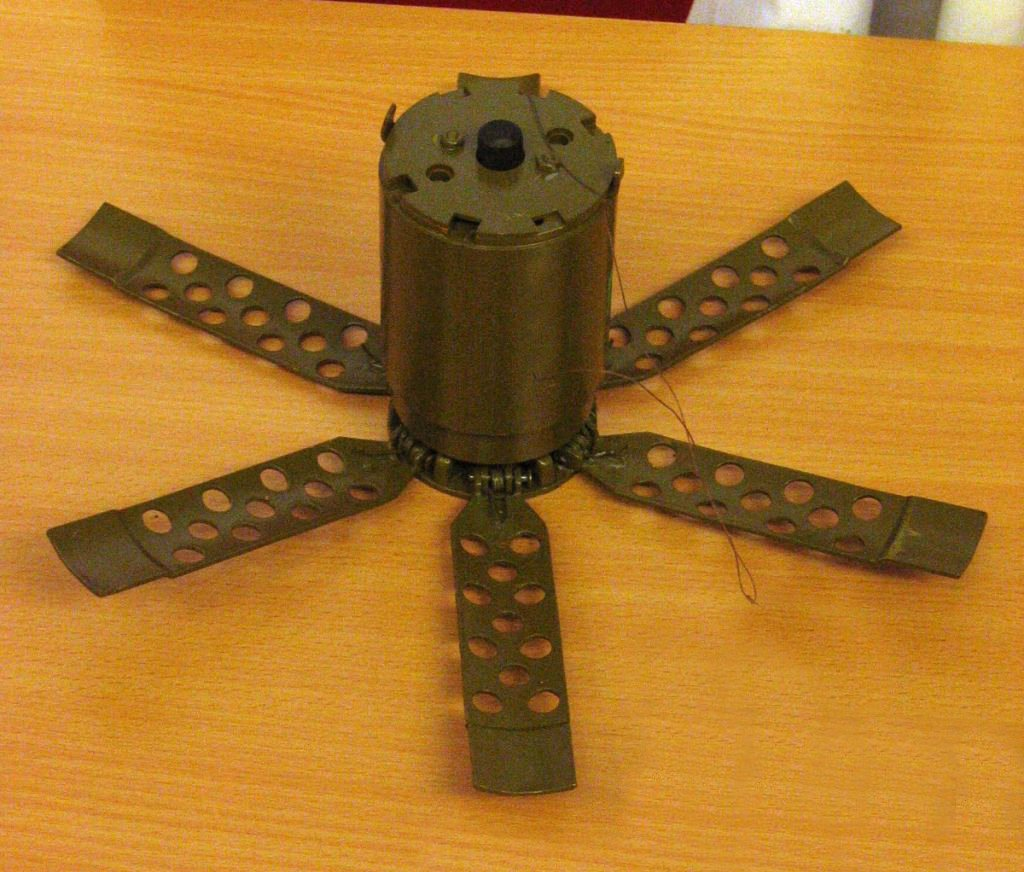
Mina antipersona POM-2S

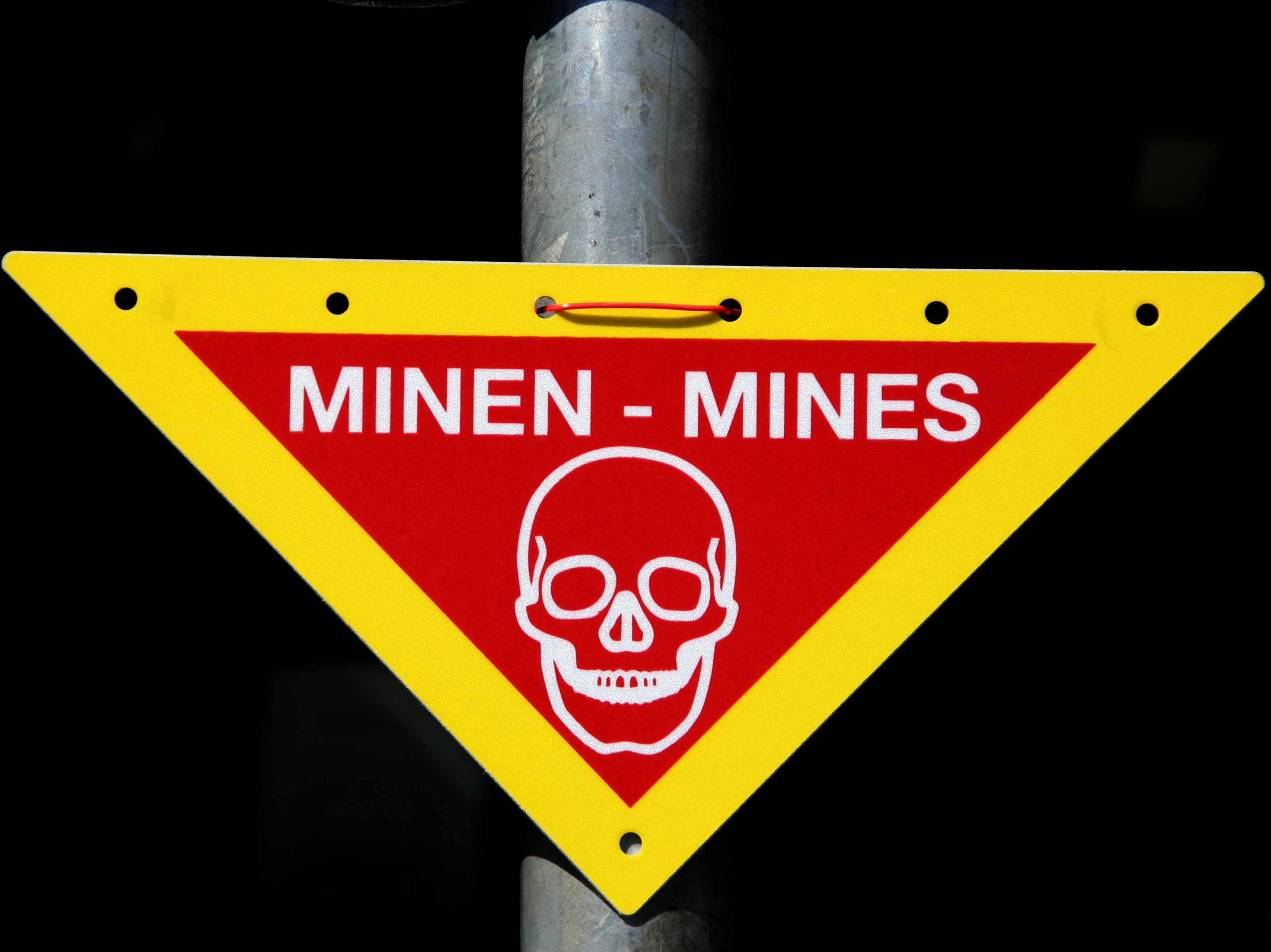
Senyal d'advertència de la presència de mines

Les mines antipersonals són un tipus de mines terrestres que estan dissenyades per a matar o incapacitar persones, en contraposició a les mines antitancs, les quals pretenen inutilitzar vehicles blindats i llurs ocupants.

## Ús
Originàriament, s'utilitzaven per a protegir les mines antitancs (per tal que no poguessin desactivar-se sense desactivar abans les mines antipersonals); però aviat van començar a utilitzar-se com a armes per si mateixes. S'utilitzen per a col·lapsar els serveis mèdics enemics, degradar la moral de les seves tropes i danyar vehicles no blindats. Per això, es busca sobretot que fereixin greument o mutilin, i no tant que matin, ja que un mort no causa tants problemes logístics com un ferit. Així, els seus efectes més comuns són amputacions, mutilacions genitals, lesions musculars i en òrgans interns, cremades...

## Tipus
Hi ha diversos tipus:
- Mines explosives o de pressió: el seu objectiu és causar els majors danys possibles, destruint i cremant el seu objectiu. Busquen així causar danys tant físics com psicològics. S'activen i exploten per la pressió que exerceix una persona en trepitjar-la.
- Mines de fragmentació: en esclatar, expulsen gran quantitat de fragments a una velocitat molt alta, la qual cosa fa el seu abast considerable. En alguns casos, el seu objectiu és danyar el màxim nombre de persones.
  - Dins d'aquesta categoria, hi ha mines saltadores, la càpsula de les quals, en disparar-se, bota des del sòl fins a una altura de més d'un metre, explotant i llançant els seus fragments horitzontalment; així, aconsegueixen encara majors distàncies. Dintre de les mines saltadores trobem l'alemanya S-Mine (utilitzada a la Segona Guerra Mundial), l'estatunidenca M16, la russa OZM, i la iugoslava PROM-1.
  - Unes altres s'instal·len arran de terra, i projecten els seus fragments verticalment i cap a fora, formant un arc d'uns 60 graus en totes direccions. Per exemple, l'estatunidenca M18 Claymore, les russes MON-50 i MON-90, i la iugoslava MRUD.

## Claymore Inc
L'empresa estatunidenca Claymore Inc. fabrica a més altres tipus especials de mina antipersonal: 
- Mines la funció del qual és destruir i cauteritzar els membres inferiors de la seva víctima. L'objectiu és ferir, però sense matar, obligant a patir horribles dolors el major temps possible, a fi de trencar la moral de la tropa enemiga.
- Mines que disparen uns 3000 projectils en forma d'agulla fets d'urani empobrit, a fi de causar el nombre més gran de danys al grup atacat. El seu abast és de diversos centenars de metres.
- Mines químiques, que s'utilitzen per a dispersar agents químics en el seu entorn. Aquests poden ser líquids o gasos, persistents o no. El gas més utilitzat és el clor.

El seu preu pot anar des de 2 euros per a les més simples fins a uns 180 euros per a les més sofisticades, encara que el preu per a detectar i desactivar una oscil·la sobre uns 1000 euros.

## Prohibició internacional

Països signants del Tractat d'Ottawa

Les mines antipersonals continuen produint ferits i morts, sobretot a població civil, molts anys després d'acabat un conflicte bèl·lic. La Campanya Internacional per a la Prohibició de les Mines Antipersonals, és una coalició d'organitzacions no governamentals que té l'objectiu de suprimir la producció i l'ús de les mines antipersonals, per la qual cosa rebé el Premi Nobel de la Pau el 1997. Com a fita remarcable, es va aconseguir la signatura del Tractat d'Ottawa per part de molts països (entre ells Espanya); l'esmentat tractat prohibeix l'ús de mines terrestres.